# Micrommatus brevicornis
Micrommatus brevicornis är en stekelart som beskrevs av Marsh 1993. Micrommatus brevicornis ingår i släktet Micrommatus och familjen bracksteklar. Inga underarter finns listade i Catalogue of Life.